# Fruens Holm
Fruens Holm är en ö i Danmark.   Den ligger i Jammerbugts kommun och Region Nordjylland, i den norra delen av landet, 230 km nordväst om Köpenhamn.
Fruens Holm ligger i Limfjorden 8 km nordväst om Ålborg.